# Nado sincronizado no Campeonato Mundial de Esportes Aquáticos de 2015 - Rotina técnica dueto misto
A rotina técnica dueto misto do nado sincronizado no Campeonato Mundial de Esportes Aquáticos de 2015 foi realizada entre os dias  25 de julho e 26 de julho em Cazã na Rússia. 

## Calendário
| Fase          | Data        |
| ------------- | ----------- |
| Eliminatórias | 25 de julho |
| Final         | 26 de julho |

## Medalhistas
| Ouro                                        | Prata                                        | Bronze                                     |
| Estados Unidos · Christina Jones · Bill May | Rússia · Aleksandr Maltsev · Darina Valitova | Itália · Manila Flamini · Giorgio Minisini |

## Resultados
| Pos.              | Nacionalidade  | Nadadores                         | Eliminatória | Eliminatória | Final   | Final |
| Pos.              | Nacionalidade  | Nadadores                         | Pontos       | Pos.         | Pontos  | Pos.  |
| ----------------- | -------------- | --------------------------------- | ------------ | ------------ | ------- | ----- |
| Medalha de ouro   | Estados Unidos | Christina Jones Bill May          | 86.7108      | 2            | 88.5108 | 1     |
| Medalha de prata  | Rússia         | Aleksandr Maltsev Darina Valitova | 88.8539      | 1            | 88.2986 | 2     |
| Medalha de bronze | Itália         | Manila Flamini Giorgio Minisini   | 85.4125      | 3            | 86.3640 | 3     |
| 4                 | Ucrânia        | Oleksandra Sabada Anton Timofeyev | 84.0767      | 4            | 83.7653 | 4     |
| 5                 | Japão          | Atsushi Abe Yumi Adachi           | 81.8724      | 5            | 82.3509 | 5     |
| 6                 | Turquia        | Gökçe Akgün Yağmur Demircan       | 71.4913      | 6            | 74.7756 | 6     |